# Árni Sigfússon
Árni Sigfússon (født 30. juli 1956 på Vestmannaeyjar) er en islandsk politiker og erhvervsmand. Han tilhører Selvstændighedspartiet og var i en kort periode i 1994 borgmester i Reykjavík, og 2002-14 borgmester i Reykjanesbær.

## Uddannelse
Han tog først en læreruddannelse fra Kennaraháskólan (Lærerhøjskolen) og fik efter studier i offentlig forvaltning en MPA fra University of Tennessee i 1986.

## Politisk karriere
Árni sad i bestyrelse for Selvstændighedspartiets ungdomsforeing i Reykjavík Heimdallur 1976-79 og var dens formand 1981-83. Han var formand for Sambandi ungra sjálfstæðismanna (SUS) (Selvstændighedspartiets Ungdom) 1987-89. Og senere formand for Selvstændighedspartiets lokalafdelinger i først Reykjavík og siden Reykjanesbær.
Han var byrådsmedlem i Reykjavík 1986-1999, og har både været formand for kommunens Socialudvalg og Sundhedsudvalg. Han fungerede som borgmester i hovedstaden i tre måneder før kommunalvalget i 1994, da Selvstændighedspartiet var kommet ned på meget lave opinionscifre under Markús Örn Antonssons borgmestertid. Det lykkedes ham at vende opinionen og sikre partiet 47% af stemmerne, men det rakte ikke til at beholde borgmesterposten, da den i nye fællesliste Reykjavíklisten fik et snævert flertal. Ingibjörg Sólrún Gísladóttir fra Reykjavíklisten blev derfor ny borgmester.
Han var borgmester i forstadskommunen Reykjanesbær 2002-14, og har været gruppeformand for Selvstændighedspartiet i byrådet siden 2002. Som lokalpolitiker har hans mærkesager været at højne standarden i folkeskolen og skabe nye vellønnede arbejdspladser indenfor de højteknologiske sektorer.

## Erhvervskarriere
Timelærer ved Vogaskólann i Reykjavík, mens han læste til lærer. Afdelingsleder i økonomiforvaltningen i Reykjavík 1986-88, adm. direktør for Stjórnunarfélagið (Lederforeningen) 1989-99 og adm. direktør for IT-selskabet Tæknival 1999-2001.

## Øvrige tillidshverv
Siden 1994 formand for Félags íslenzkra bifreiðaeigenda (FÍB) (Islandske bilejeres forening).

## Familie
Árni er søn af styrmand og senere værkfører Sigfús J. Árnason Johnsen og dennes hustru Kristína S. Þorsteinsdóttur. Han er gift med talepædagogen Bryndísi Guðmundsdóttur, og de er forældre til Aldís Kristín, Védís Hervör, Guðmund Egil og Sigfús Jóhann. Hans fem søskende har alle fremtrædende positioner i det islandske samfund.
- Þorsteinn Ingi Sigfússon, direktør for Nýsköpunarstofu
- Gylfi Sigfússon, direktør for Hf Eimskipafélags Íslands
- Margrét Sigfúsdóttir, selvstændig indretningsarkitekt
- Þór Sigfússon, direktør for Sjóvár
- Sif Sigfúsdóttir, byrådsmedlem i Reykjavík og marketingchef for det erhvervsøkonomiske fakultet ved Háskóli Íslands.